# Malexandermorden
Malexandermorden var ett av 1999 års mest omskrivna brott i Sverige. Under en jakt på bankrånarna Tony Olsson, Andreas Axelsson och Jackie Arklöv den 28 maj 1999 sköts polismännen Olle Borén (42) och Robert Karlström (30) till döds på nära håll med sina egna tjänstevapen. Morden i Malexander begicks sedan de två polismännen följt efter trion, som kort dessförinnan rånat Östgöta Enskilda Bank i Kisa.

## Bakgrund
Malexandermorden utfördes av tre bankrånare. En av dem, Tony Olsson, var intagen i kriminalvårdsanstalt och hade deltagit i Lars Noréns pjäs 7:3. Sista föreställningen hölls den 27 maj, dagen före morden. Efter föreställningen återvände Olsson till anstalten Österåker. Dagen därpå var han åter beviljad permission, för att se på en konsert med Metallica tillsammans med en annan tidigare intagen som deltagit i 7:3.
Under teaterprojektet hade Olsson, som avtjänade straff för bl.a. förberedelse till mord, beviljats ett stort antal permissioner. Justitieombudsmannen uttalade senare följande angående detta: "Den omfattning som hans permissioner fick kan inte anses ha varit förenlig med lagstiftarens intentioner med permissionsinstitutet och riskerar att rubba allmänhetens tilltro till kriminalvården. Det måste därför enligt min mening anses ha varit olämpligt att bevilja särskild permission i den utsträckning som skett i förevarande fall."

## Rånet och jakten

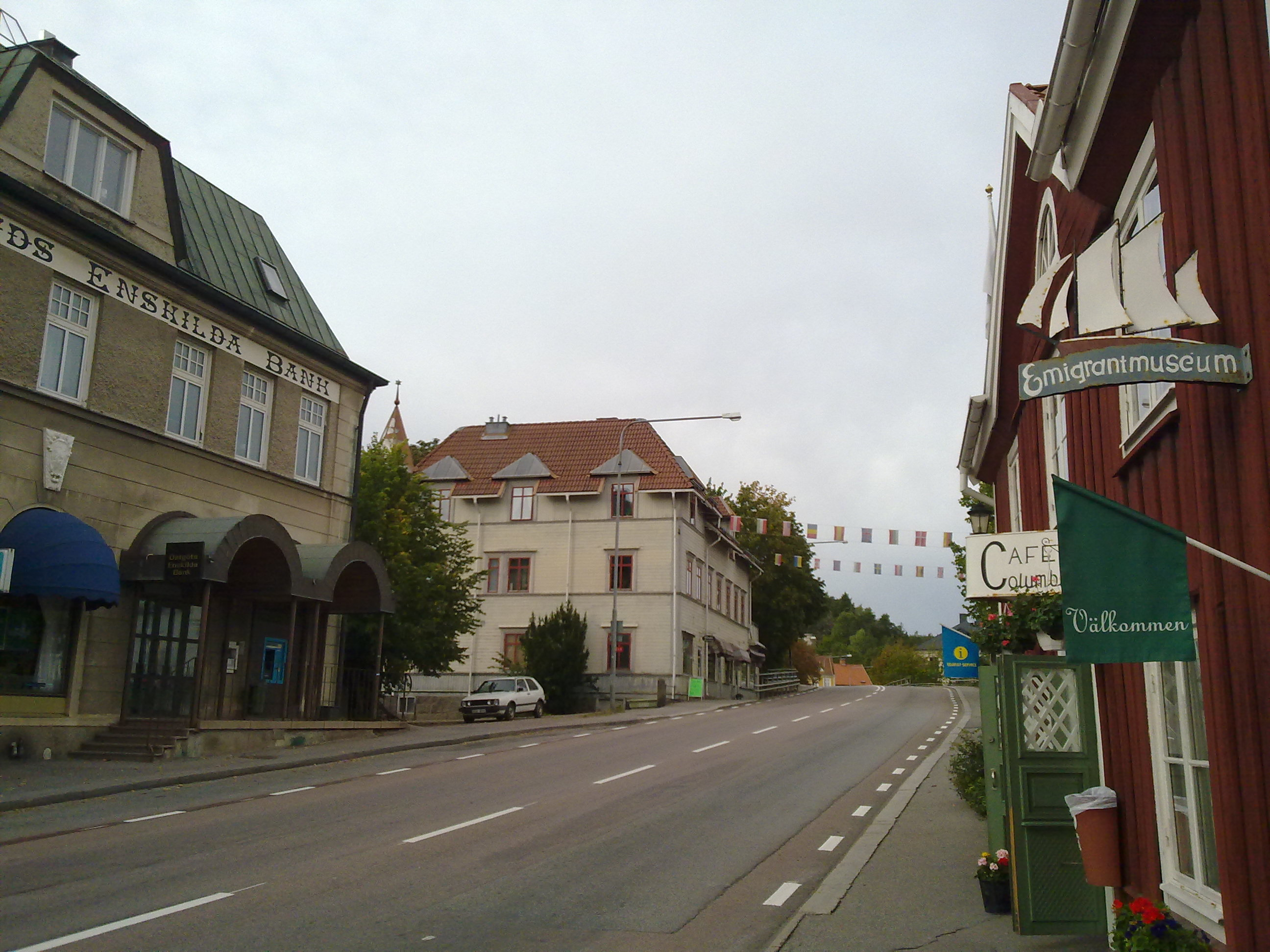
Till vänster Östgöta Enskilda Bank i Kisa år 2009, tio år efter rånet.

Klockan 14.50 kommer Andreas Axelsson och Jackie Arklöv, iförda rånarluvor, in på Östgöta Enskilda bank i Kisa. De har dragna vapen, bland annat pistoler och handgranater och skriker åt kunder och personal att lägga sig ned och inte röra larmen. De sprayar för alla kameror utom en med svart färg. Utanför står Tony Olsson och vaktar med dragen UZI och rånarluva.
Arklöv är först att gå in i banklokalen och följs av Axelsson som sparkar upp en dörr till kassorna. En av kassörskorna säger att det är tidlås på valvet när de säger åt dem att öppna kassavalvet. Han ser på sitt tidur att det är 12 minuter kvar och de bestämmer sig för att vänta. Under tiden går de runt i banken och tömmer kassorna. När de har tagit pengarna ur kassavalvet befaller de kunderna att ligga kvar under hot om att de kommer att komma tillbaka.
Klockan 15.10 lämnar rånarna banken med 2 615 898,50 kronor och flyr i en stulen Saab 9000. Det är Axelsson som kör flyktbilen; bredvid honom sitter Olsson och i baksätet sitter Arklöv. De kör i riktning mot Vimmerby i cirka 140 km/h. Närpolischefen i Kinda-Ydre, Kenneth Eklund, följer efter rånarna.
På vägen stannar rånarna och går ur fordonet och börjar skjuta mot polisbilen. Eklunds bil träffas dock inte och rånarna fortsätter sin flykt. Efter en stunds körande stannar de igen vid Gummetorpasjön och öppnar eld mot samma polisman igen. Klockan är då 15.13. Eklund lämnar sitt fordon och flyr in i vassen 15–20 meter vid sjöns strandkant och gömmer sig. Rånarna skjuter och kastar två granater, en mot polisbilen och en i riktning dit Eklund har sprungit iväg och han träffas i vänster underarm av ett skott samt skadar ena benet och foten. Eklund, som ligger gömd, har sagt att han hörde en mansröst som ropade "Snutjäveln ligger i kärret".
Klockan 15.18 byter rånarna flyktbil till en Toyota Avensis och fortsätter, men blir stannade av en polisbil. Två av rånarna ligger då gömda på golvet. Efter en knapp timme, klockan 16.08, börjar polisbilen, som stannat vid Sommarhagen, strax norr om Malexander, att följa efter rånarna med blåljus och avståndet mellan polisbilen och rånarna är bara 2–3 meter. Rånarbilen stannar i en svag kurva vid Lillsjön i Malexander och polisbilen beskjuts. Skottlossning utbryter och det är Olsson som avlossar de första skotten rakt mot polisernas vindruta. Poliserna gömmer sig bakom bildörrarna och båda bilarna står stilla när polismännen skottskadas. Klockan 16.10 bryts radiokontakten med de två polismännen i bilen, Olle Borén och Robert Karlström; det sista som hörs är skrik i radion.
Polismännen påträffas mördade. Borén har skjutits med fem skott varav ett är ett nackskott. Karlström har träffats av tre skott, varav ett är i pannan med 10 cm avstånd enligt Statens kriminaltekniska laboratorium. Båda mördade polismännen var stationerade i Mjölby där en minneshögtid hölls i kyrkan efter morden i närvaro av bland annat dåvarande rikspolischefen.

## Rättsprocessen
Axelsson greps efter att ha sökt vård för en skottskada som han ådrog sig under flykten. Arklöv greps i Tyresö tre dagar senare. Olsson lyckades fly via Tyskland till Costa Rica, där han greps en dryg vecka senare och utlämnades till Sverige. De tre åtalades vid Linköpings tingsrätt hösten 1999 och dömdes år 2000 till livstids fängelse. Domarna överklagades till Göta hovrätt som fastställde tingsrättens dom. Högsta domstolen beviljade ej prövningstillstånd.
Domen blev omdiskuterad eftersom alla tre gärningsmännen ansågs skyldiga till mord då de agerat tillsammans och i samförstånd, trots att tingsrätten inte lyckades klargöra vem av de tre som gått fram och skjutit de dödande skotten när polismännen låg ner. Domstolen valde att tillämpa ett nytt begrepp för medgärningsmannaskap (tillsammans och i samförstånd) och dömde alla tre för mord.
Olsson och Axelsson erkände bankrånet och medgav att de befunnit sig i Malexander där polismännen sköts till döds, men nekade till mordanklagelserna. Tony Olsson teg sig igenom alla förhör. I tingsrätt eller hovrätt berättade han heller inte vem eller vilka som sköt i Malexander. Arklöv hävdade länge att han inte varit med vare sig vid rånen eller morden, men i juni 2001 erkände han att det var han som avlossade de dödande skotten mot polismännen. Han berättade för kriminalinspektör Eiler Augustsson från länskriminalen i Stockholm och kollegan Benniet Henricson från Linköping att han tagit ett av polismännens tjänstevapen och skjutit båda. Detta skedde efter att Arklöv tiden innan indirekt pekat ut Olsson som mördaren, men kort därefter gjorde Arklöv en helomvändning och erkände själv med hänvisning till att han inte stod ut med de anhörigas lidanden. 
Olsson var en av grundarna av den nynazistiska organisationen NRA (möjligen Nationella Revolutionära Armén) inspirerat av IRA och andra så kallade stadsgerillor som Axelsson, Arklöv, Mats Nilsson och andra nynazister med stort våldskapital kom att ingå i, varav de flesta var tidigare dömda för en rad grova brott. Olsson hade avvikit från en permission från anstalten Österåker som beviljats för att han skulle kunna delta i repetitionerna inför Lars Noréns teateruppsättning 7:3 med Mats Nilsson och Axelsson. Arklöv dömdes 1995 i Bosnien till åtta års fängelse för krigsförbrytelser begångna som legosoldat på den bosnienkroatiska sidan under jugoslaviska krigen mot bosniska muslimer.
Olsson rymde från anstalten Hall den 28 juli 2004, men greps efter två dagar på fri fot. Han har bytt efternamn till Byström och 2019 omvandlades straffet till tidsbestämd dom på 35 års fängelse.

## Övriga domar
- Mats Nilsson, 24, åtalad för grovt häleri och stämpling till grovt rån. Dömd till ett års fängelse för grovt häleri. Ogillas stämpling.[14]
- 40-årig kvinna som är vän till Tony Olsson åtalades för grovt skyddande av brottsling, grovt häleri och vapenbrott. Dömd till skyddstillsyn med samhällstjänst och psykologisk behandling. Ogillas grovt häleri.[14]
- 21-årig butiksanställd kvinna åtalad för grovt häleri, vapenbrott och förberedelser till rån. Dömd till skyddstillsyn med samhällstjänst.[14]
- 21-årig man som är vän till Axelsson åtalades för medhjälp till grovt rån, vapenbrott och förberedelser till rån. Dömd till skyddstillsyn med samhällstjänst.[14]
- 20-årig man åtalades för förberedelser till rån. Dömd till skyddstillsyn.[14]